# クチコミ☆シュラン
『クチコミ☆シュラン』は2011年2月13日14時00分から14時54分までTBSで放送された情報バラエティ番組である。

## 出演者
- 中田敦彦（オリエンタルラジオ）
  - 番組内ではMCをつとめる。
- 駒田健吾（TBSアナウンサー）

### ゲスト
- 北斗晶
- 矢口真里
- バービー
- くみっきー

### カリスマブロガー（お隣さん）
- ゆんころ
- 上田祥子
- 神原サリー

### ナレーション
- 竹内香苗（TBSアナウンサー）

## ネット局
| 放送対象地域 | 放送局           | 系列    | 放送日時                          | 遅れ   |
| ------------ | ---------------- | ------- | --------------------------------- | ------ |
| 関東広域圏   | TBSテレビ（TBS） | TBS系列 | 2011年2月13日 14時00分 - 14時54分 | 制作局 |

## スタッフ
- 製作著作:TBS